# Glenwood (Iowa)
Glenwood es una ciudad ubicada en el condado de Mills en el estado estadounidense de Iowa. En el Censo de 2010 tenía una población de 5269 habitantes y una densidad poblacional de 687,75 personas por km².

## Geografía
Glenwood se encuentra ubicada en las coordenadas 41°2′41″N 95°44′26″O / 41.04472, -95.74056. Según la Oficina del Censo de los Estados Unidos, Glenwood tiene una superficie total de 7.66 km², de la cual 7.64 km² corresponden a tierra firme y (0.34%) 0.03 km² es agua.

## Demografía
Según el censo de 2010, había 5269 personas residiendo en Glenwood. La densidad de población era de 687,75 hab./km². De los 5269 habitantes, Glenwood estaba compuesto por el 96.75% blancos, el 0.61% eran afroamericanos, el 0.32% eran amerindios, el 0.44% eran asiáticos, el 0.08% eran isleños del Pacífico, el 0.72% eran de otras razas y el 1.08% pertenecían a dos o más razas. Del total de la población el 2.66% eran hispanos o latinos de cualquier raza.